# Eleccions legislatives eslovenes de 2022
Les Eleccions legislatives eslovenes de 2022 se celebraren el 24 d'abril de 2022 per a renovar els 90 membres de l'Assemblea Nacional d'Eslovènia. En aquestes va sorprendre l'aclaparadora victòria del nou Moviment Llibertat, amb prop de la meitat dels escons de l'Assemblea. El Moviment absorbiria posteriorment el Partit d'Alenka Bratušek i la Llista de Marjan Šarec, que havien perdut tota la seva representació. També desapareixerien el Partit Democràtic dels Pensionistes, que havia estat present des del 1996, i el Partit Nacional Eslovè, que havia recuperat la representació a les anteriors eleccions.

## Resultats
|                                 |                                             |           |        |         |       |
| Partit                          | Partit                                      | Vots      | %      | Escons  | +/–   |
|                                 | Moviment Llibertat (GS)                     | 406,761   | 34.53  | 41 / 90 | Nou   |
|                                 | Partit Democràtic Eslovè (SDS)              | 277,094   | 23.52  | 27 / 90 | 2     |
|                                 | Nova Eslovènia (N.Si)                       | 80,757    | 6.86   | 8 / 90  | 1     |
|                                 | Socialdemòcrates (SD)                       | 78,393    | 6.66   | 7 / 90  | 3     |
|                                 | L'Esquerra (LEVICA)                         | 51,662    | 4.39   | 5 / 90  | 4     |
|                                 |                                             |           |        |         |       |
|                                 | Llista de Marjan Šarec (LMŠ)                | 43,885    | 3.73   | 0 / 90  | 13    |
|                                 | Connectem Eslovènia (PoS)                   | 40,270    | 3.13   | 0 / 90  | 10    |
|                                 | Resni.ca (RESNI.CA)                         | 33,680    | 2.87   | 0 / 90  | Nou   |
|                                 | Partit d'Alenka Bratušek (SAB)              | 30,773    | 2.61   | 0 / 90  | 5     |
|                                 | Moviment per a una Societat Saludable (GZD) | 20,784    | 1.76   | 0 / 90  | Nou   |
|                                 | Nostre Futur i Bon País (NPiPP)             | 19,978    | 1.76   | 0 / 90  | =     |
|                                 | Partit Pirata (PSS)                         | 19,196    | 1.64   | 0 / 90  | =     |
|                                 | Nostre País (NS)                            | 17,724    | 1.51   | 0 / 90  | Nou   |
|                                 | Partit Nacional Eslovè (SNS)                | 17,606    | 1.49   | 0 / 90  | 4     |
|                                 | Primavera - Partit Verd (VESNA)             | 15,661    | 1.33   | 0 / 90  | Nou   |
|                                 | Pel Poble d'Eslovènia (ZLS)                 | 8,218     | 0.70   | 0 / 90  | Nou   |
|                                 | Partit Democràtic dels Pensionistes (DeSUS) | 7,582     | 0.62   | 0 / 90  | 5     |
|                                 | Llista de Boris Popovic (LBP)               | 5,079     | 0.43   | 0 / 90  | Nou   |
|                                 | Lliga de la Pàtria (DOM)                    | 2,086     | 0.18   | 0 / 90  | Nou   |
|                                 | Aliança Alliberar Eslovènia (ZOS)           | 549       | 0.05   | 0 / 90  | Nou   |
|                                 | Moviment Eslovènia Unida (ZSi)              | 168       | 0.01   | 0 / 90  | =     |
|                                 | Minories nacionals italiana i hongaresa     | —         | —      | 2       | —     |
|                                 |                                             |           |        |         |       |
| Vots vàlids                     | Vots vàlids                                 | 1,177,906 | 99.09  | –       | –     |
| Vots nuls/en blanc              | Vots nuls/en blanc                          | 10,858    | 0.91   | –       | –     |
| Total                           | Total                                       | 1,188,764 | 100.00 | 90      | =     |
| Votants registrats/participació | Votants registrats/participació             | 1,695,771 | 70.97  | 18.33   | 18.33 |
| Font:Volitve (99.98% escrutat)  |                                             |           |        |         |       |